# Gene Long
Gene Long, född 1957, är en kanadensisk politiker. Han satt i Newfoundlands parlament 1986-1989 för New Democratic Party.

## Publikationer
- Long, Gene. Suspended state : Newfoundland before Canada / Gene Long. St. John's, Nfld. : Breakwater Books, 1999. 218 p. ; 21 cm. ISBN 1-55081-144-4
- Long, Gene. William Coaker and the loss of faith: toward and beyond consensus in the suspension of Newfoundland's self-government, 1925-1933 Thesis (M.A.)--Memorial University of Newfoundland, 1992. University Microfilms order no. UMI00427744.